# 森公章
森 公章（もり きみゆき、1958年2月 - ）は、日本の歴史学者。東洋大学文学部教授。専門は日本古代史。

## 来歴
岡山県生まれ。1981年東京大学文学部国史学科卒業、1988年同大学院博士課程単位取得退学、同年奈良国立文化財研究所文部技官、1994年高知大学人文学部助教授、1998年「古代日本の対外認識と通交」で東京大学より博士（文学）の学位を取得、2001年東洋大学文学部教授。
第2期日韓歴史共同研究日本側委員であり、第1分科（古代）に参加し、浜田耕策と共同で「古代王権の成長と日韓関係 ― 4～6世紀」を発表している。

## 著書
- 『古代日本の対外認識と通交』（吉川弘文館） 1998　ISBN　9784642023283、POD版　2019、ISBN  9784642723282
- 『「白村江」以後 ― 国家危機と東アジア外交』（講談社選書メチエ） 1998 ISBN　9784062581325
- 『古代郡司制度の研究』（吉川弘文館） 2000　ISBN　9784642023467、 POD版　2019、ISBN 9784642723466
- 『長屋王家木簡の基礎的研究』（吉川弘文館） 2000　ISBN　9784642023474、POD版　2019、ISBN 9784642723473
- 『東アジアの動乱と倭国』（吉川弘文館、戦争の日本史1） 2006、ISBN 9784642063111
- 『遣唐使と古代日本の対外政策』（吉川弘文館） 2008　ISBN　9784642024709、 POD版　2019、ISBN 9784642724708
- 『奈良貴族の時代史 ― 長屋王家木簡と北宮王家』（講談社選書メチエ） 2009　ISBN　9784062584449
- 『地方木簡と郡家の機構』（同成社古代史選書） 2009　ISBN　9784886214928
- 『倭の五王』（山川出版社、日本史リブレット人） 2010
- 『遣唐使の光芒』（角川選書） 2010　ISBN　9784047034686
- 『古代豪族と武士の誕生』（吉川弘文館、歴史文化ライブラリー） 2012 ISBN 9784642057608
- 『在庁官人と武士の生成』（吉川弘文館） 2013年 ISBN 9784642046084
- 『成尋と参天台五臺山記の研究』（吉川弘文館） 2013 ISBN 9784642046046
- 『平安時代の国司の赴任 ―『時範記』をよむ』（臨川書店、日記で読む日本史11） 2016　ISBN　9784653043515
- 『天智天皇』（吉川弘文館、人物叢書） 2016 ISBN 9784642052801
- 『古代日中関係の展開』（敬文舎、日本歴史 私の最新講義） 2018　ISBN　9784906822218
- 『阿倍仲麻呂』（吉川弘文館、人物叢書） 2019 ISBN 9784642052917
- 『天神様の正体 菅原道真の生涯』（吉川弘文館、歴史文化ライブラリー） 2020 ISBN 9784642059060
- 『武者から武士へ 兵乱が生んだ新社会集団』（吉川弘文館） 2022 ISBN 9784642084161
- 『遣唐使と古代対外関係の行方 日唐・日宋の交流』（吉川弘文館） 2022　ISBN 9784642046701
- 『地方豪族の世界』（筑摩選書） 2023　ISBN　978-4-480-01788-8
- 『倭国の政治体制と対外関係』（吉川弘文館） 2023 ISBN 9784642046770
- 『平安時代の国衙機構と地方政治』（吉川弘文館） 2024 ISBN 9784642046817

### 編著
- 『倭国から日本へ』（吉川弘文館、日本の時代史3） 2002　ISBN 9784642008037
- 『遺跡で見る日本の歴史3』（吉川弘文館） 2010 ISBN　	9784642064118